# Sverre Granlund
Sverre Granlund (født 9. november 1918 i Sauherad, død marts 1943) var en norsk korporal, som gjorde tjeneste i Kompani Linge.
Granlund havde før 2. verdenskrig gennemført handelsskolen. Han deltog som frivillig under kampene i Norge i 1940. I marts 1941 drog han til Sverige. Han rejste flere gange tilbage til Norge for at udføre militær træning. Han gennemførte flere kurser i England og tjenestegjorde i Kompani Linge.
I september 1942 deltog han i Operation Musketoon, en britisk sabotageaktion mod kraftstationen i Glomfjord. Granlund omkom, da ubåden KNM Uredd ramte en mine i Fugløyfjorden under Operation Seagull i februar 1943.

## Udmærkelser
Granlund blev hædret med Krigskorset for  fremragende optræden og udvist mod under Operation Musketoon. Granlund havde tidligere i 1942 været sendt på hemmelig militær træning i Norge, og blev tildelt både den norske Krigsmedaljen og den britiske Distinguished Conduct Medal.